# Kristiansand Kanonmuseum

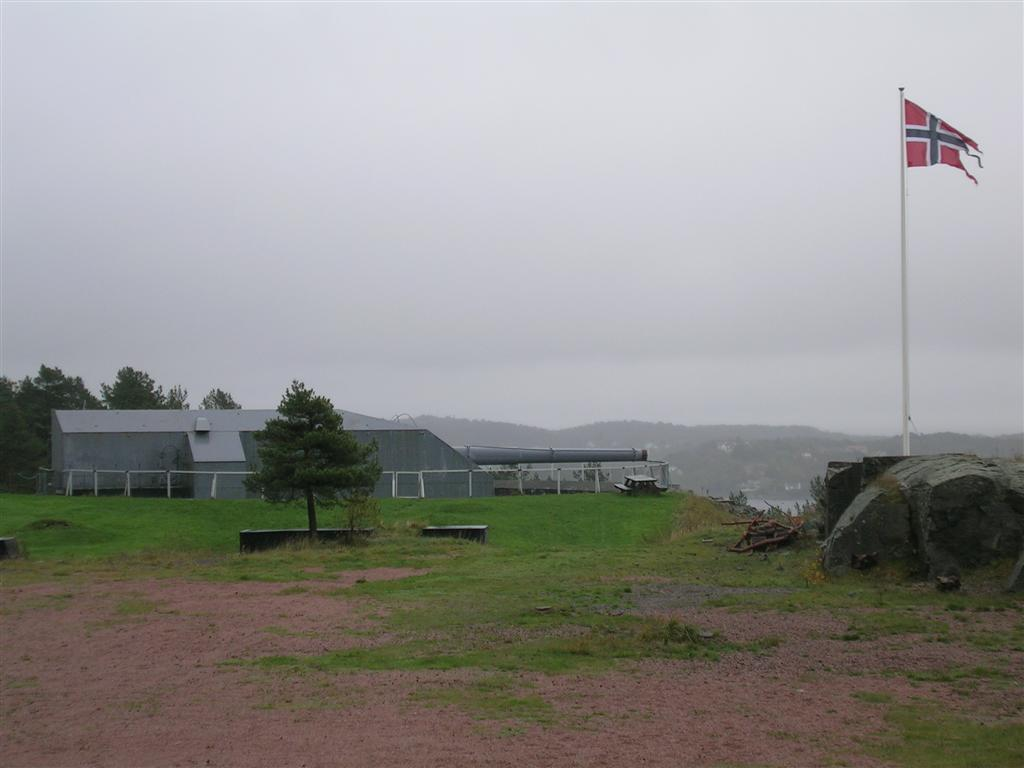
Armata wchodząca w skład Batterie Vara

Kristiansand Kanonmuseum to muzeum znajdujące się w Møvik, 8 kilometrów na zachód od Kristiansand w Norwegii. Placówka znajduje się w budynkach niemieckiej baterii obrony Skagerraku.

## Nazwa

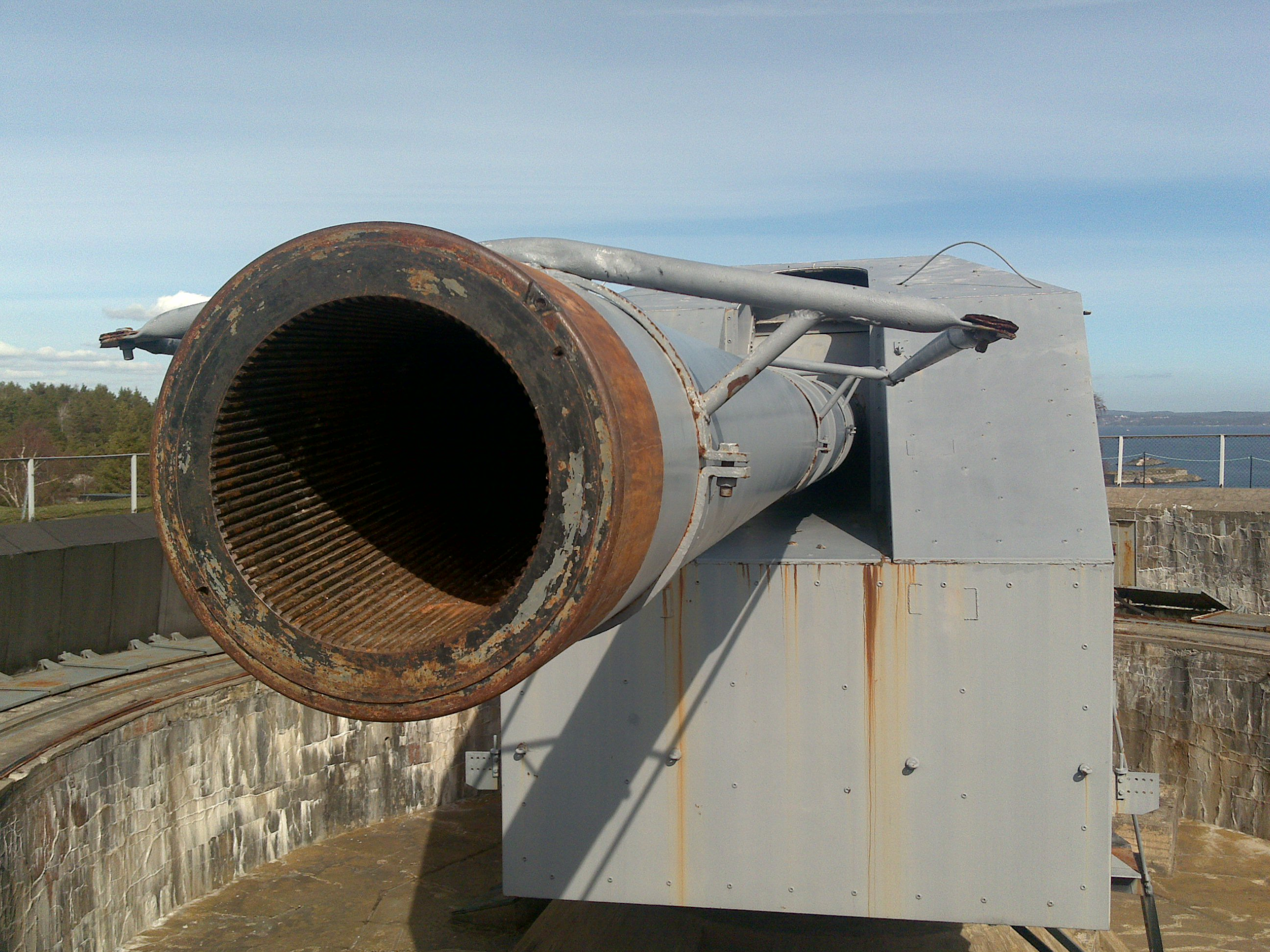
Armata kal. 380 mm

Bateria artylerii nadbrzeżnej Batterie Vara (MAB 6./502 Vara) została wybudowana przez niemiecki Wehrmacht podczas drugiej wojny światowej. Została nazwana na pamiątkę generała Feliksa Vary, który zginął u wybrzeży Alderney na kanale La Manche 3 listopada 1941. Po wojnie Norwegowie zmienili nazwę na fort Møvik.

## Historia

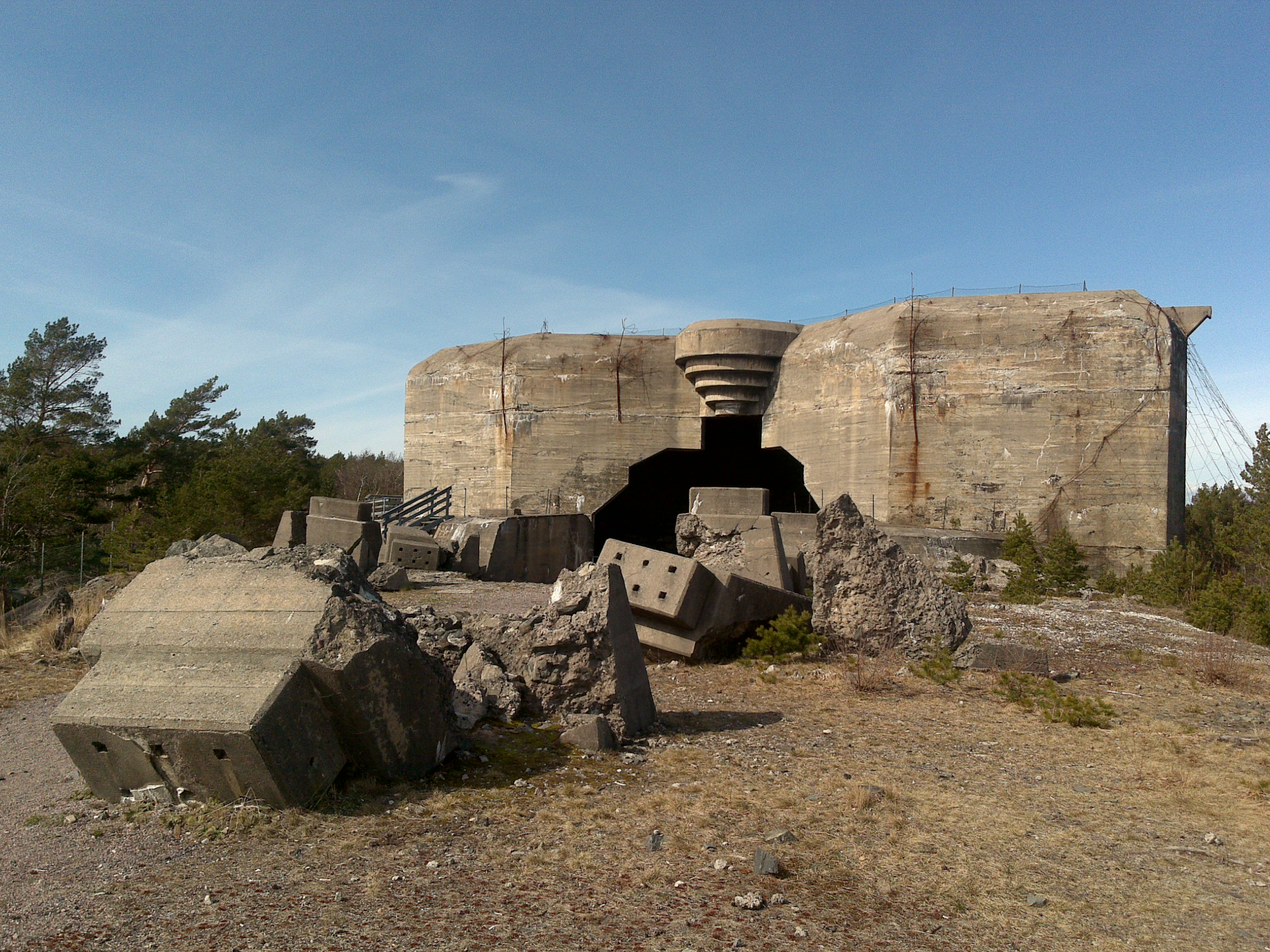
Kazamata w Batterie Vara. Okręt transportujący największą armatę zatonął podczas rejsu

Fort został wzniesiony w latach 1941-1944 przez niemiecką flotę. Wraz z czterema innymi bateriami nadbrzeżnymi tworzył Grupę Artylerii Kristiansand. Wspólnie z siostrzaną instalacją w Hanstholm w Danii Batterie Vara miała za zadanie chronić Skagerrak oraz szlaki morskie do wschodniej Norwegii, Kattegatu i na Morze Bałtyckie przed flotą aliantów. Fragment cieśniny, który nie był pokryty zasięgiem armat został zaminowany.

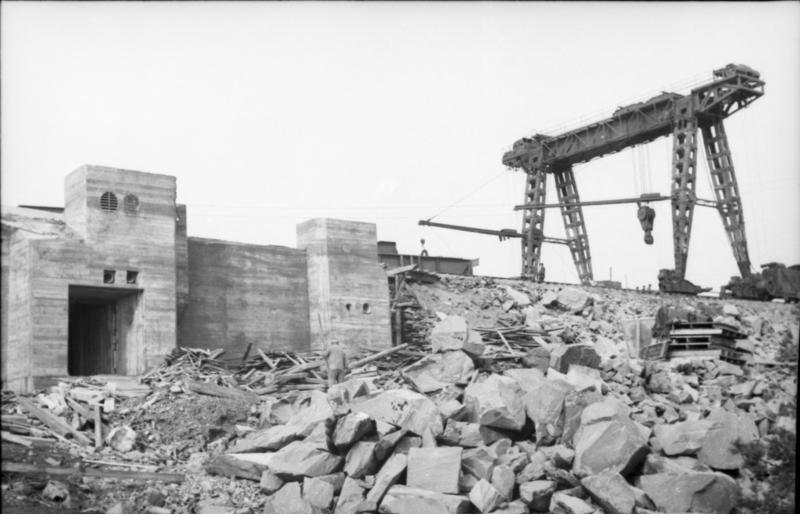
Budowa Batterie Vara przez Organizację Todt

Decyzję o strategii budowy bariery chroniącej Bałtyk Adolf Hitler podjął w maju 1940. Rok później zamontowano dwie armaty w Hanstholm oraz rozpoczęto przygotowania do budowy schronów po stronie norweskiej.
Przez kilka lat po II wojnie światowej fort Møvik działał jako forteca norweska. w 1953 stał się częścią fortecy Kristiansand. 20 kwietnia 1959 fort zamknięto, a dwie z armat oraz ich fundamenty zniszczono.

## Muzeum
W fortecy znajdowały się cztery stanowiska przeznaczone dla armat, z których jedna istnieje do dziś. Zachowały się również stanowiska do montażu armat oraz pusta kazamata. Armata kalibru 380 mm jest jedną z największych na świecie, której sama lufa waży 110 ton i mierzy niemal 20 m. Zasięg armaty wynosi 55 km. W muzeum utworzono szlak forteczny opowiadający o życiu codziennym fortecy oraz ważnych wydarzeniach militarnych w historii Norwegii. Zachowały się również niektóre z 16 stanowisk obrony fortu.
Na przełomie lat 80. i 90. XX wieku placówka przeszła renowację dzięki staraniom sił zbrojnych Norwegii oraz powołanej do kierowania muzeum fundacji. Działo fortowe jest drugą z największych istniejących armat na świecie.